# 姬啄木鸟亚科
姬啄木鸟亚科（Picumninae）是啄木鸟科的一个亚科，包含许多体型小的啄木鸟，它共有三个属，即姬啄木鸟属、非洲姬啄木鸟属和棕啄木鸟属，大多数分布于南美洲热带，但在亚洲和非洲也有极少量的种。新旧世界的姬啄木鸟在大约790万年前开始分开进化。